# Real Madrid Club de Fútbol 1973-1974
Questa voce raccoglie le informazioni riguardanti il Real Madrid Club de Fútbol nelle competizioni ufficiali della stagione 1973-1974.

## Rosa
| N. |                   | Ruolo | Calciatore               |
| -- | ----------------- | ----- | ------------------------ |
|    | Spagna (bandiera) | P     | Miguel Ángel González    |
|    | Spagna (bandiera) | P     | Andrés Junquera          |
|    | Spagna (bandiera) | P     | Mariano García Remón     |
|    | Spagna (bandiera) | D     | Isidoro San José         |
|    | Spagna (bandiera) | D     | Fernando Zunzunegui      |
|    | Spagna (bandiera) | D     | Ignacio Zoco             |
|    | Spagna (bandiera) | D     | Juan Verdugo             |
|    | Spagna (bandiera) | D     | Juan Carlos Touriño      |
|    | Spagna (bandiera) | D     | Benito Rubiñán           |
|    | Spagna (bandiera) | D     | Juan Morgado             |
|    | Spagna (bandiera) | D     | José Luis López Peinado  |
|    | Spagna (bandiera) | D     | Adolfo Fernández Vázquez |
|    | Spagna (bandiera) | D     | José Antonio Camacho     |
|    | Spagna (bandiera) | D     | Gregorio Benito          |
|    | Spagna (bandiera) | D     | Francisco Ballester      |

| N. |                      | Ruolo | Calciatore               |
| -- | -------------------- | ----- | ------------------------ |
|    | Spagna (bandiera)    | D     | Andrés                   |
|    | Spagna (bandiera)    | C     | Manuel Velázquez         |
|    | Spagna (bandiera)    | C     | Juan Planelles           |
|    | Spagna (bandiera)    | C     | Pirri                    |
|    | Spagna (bandiera)    | C     | Vicente Del Bosque       |
|    | Spagna (bandiera)    | A     | Santillana               |
|    | Germania (bandiera)  | A     | Günter Netzer            |
|    | Argentina (bandiera) | A     | Oscar Más                |
|    | Spagna (bandiera)    | A     | Rafael Marañón           |
|    | Paraguay (bandiera)  | A     | Cristóbal Maldonado      |
|    | Spagna (bandiera)    | A     | José Macanás             |
|    | Spagna (bandiera)    | A     | Ramón Moreno             |
|    | Spagna (bandiera)    | A     | Amancio                  |
|    | Spagna (bandiera)    | A     | Francisco Javier Aguilar |